# James Wimshurst
James Wimshurst (13. dubna 1832 – 3. ledna 1903) byl anglický vynálezce, technik a lodní stavitel. Ačkoli si Wimshurst své stroje a různá vylepšení, která na nich provedl, nenechal patentovat, jeho zdokonalení elektrostatického generátoru vedlo k tomu, že se tento generátor stal všeobecně známým jako Wimshurstova indukční elektrika (Wimshurst machine).

## Životopis
James Wimshurst se narodil v roce 1832 v Poplaru ve východním Londýně. Byl synem Henryho Wimshursta, stavitele lodí z Ratcliffe Cross Dock. Vzdělání získal v londýnské soukromé škole Steabonheath House a do roku 1853 byl učněm v železárnách na Temži (Thames Ironworks & Shipbuilding Company). V roce 1865 se oženil s Clarou Tribbleovou. Poté, co byl v roce 1865  přeložen do Liverpoolu, pracoval tam v registru pojistitelů (Underwriters' Registry). V roce 1874 se stal členem obchodní komory (Board of Trade) jako "hlavní inspektor loďařů" v korporaci Lloyd's. Později (1890) se stal zástupcem obchodní komory na mezinárodní konferenci ve Washingtonu.
Hodně svého volného času věnoval přírodovědným a technickým experimentům. Kromě elektrotechnických aktivit vynalezl např. zařízení pro indikaci stability lodí a elektrické propojení majáků s pevninou. V roce 1878 začal experimentovat s elektrickými stroji pro vytváření elektrických jisker pro vědecké a zábavní účely a o dva roky později se začal zajímat o elektrické stroje založené na elektrostatické indukci. Ve svém domě v Claphamu měl všestrannou dílnu s nejrůznějšími nástroji a s vybavením pro elektrické osvětlení. Zkonstruoval některé ze známých typů elektrostatických generátorů, například ty, které vytvořili W. Nicholson, F. P. Carré a W. T. B. Holtz. V návaznosti na své předchůdce uskutečnil mnohé úpravy, jejichž výsledkem bylo zařízení známé jako Holtzův-Wimshurstův elektrostatický generátor.
Krátce poté Wimshurst vyvinul dvojitý generátor (duplex machine). Zařízení mělo dva disky z elektroizolačního materiálu otáčející se v opačných směrech, přičemž na povrchu každého z nich byly kovové vodivé sektory. Oproti svým předchůdcům byl tento stroj méně citlivý na atmosférické podmínky a nevyžadoval žádné elektrické napájení. Tuto verzi generátoru zlepšili i další autoři (například W. R. Pidgeon) s cílem zvýšit jeho elektrický výkon. V roce 1882 vyvinul Wimshurst svůj válcový generátor (cylindrical machine). V roce 1883 vedla Wimshurstova vylepšení elektrostatického generátoru k tomu, že zařízení bylo všeobecně známé jako Wimshurstův elektrostatický generátor nebo Wimshurstova indukční elektrika (Wimshurst machine). V roce 1885 byl v Anglii postaven jeden z největších Wimshurstových generátorů, který je nyní v Chicagském muzeu vědy a průmyslu.
V roce 1889 se Wimshurst stal členem britské profesní organizace pro elektrotechniku (Institution of Electrical Engineers – IEE). V roce 1891 ohlásil stroj, který generoval střídavý proud vysokého napětí. V roce 1896 našly jeho elektrostatické generátory s více disky (až 8 disků) nové využití jako elektrické zdroje pro elektroléčbu a pro napájení rentgenek. Za tento přínos lékařské vědě byl v roce 1898 zvolen členem Královské společnosti. Zemřel roku 1903 v Claphamu v jihozápadním Londýně ve věku 70 let.

## Členství a vyznamenání
- Fellow of the Royal Society (FRS)
- Institution of Electrical Engineers (dnešní Institution of Engineering and Technology)
- Physical Society of London (dnešní Institute of Physics)
- Röntgen Society (dnešní British Institute of Radiology)
- Institution of Naval Architects (dnešní Royal Institution of Naval Architects)